# エクスペクティング・トゥ・フライ
『エクスペクティング・トゥ・フライ』（Expecting to Fly）は、1996年発表のブルートーンズのデビュー・アルバム。

## 解説
彼らが影響を受けたというストーン・ローゼズ風のギタープレイが全編にちりばめられ、歌詞には孤独や別離を題材にしたものが多く、繊細な曲調が多い。マーク・モリスは「シングル･ヒットに振りまわされないようなアルバムを作りたかった。アルバムはシングル曲をただ集めただけのものとは違う。一つの芸術作品なんだ」と話している（実際、デビュー・シングルの「アー・ユー・ブルー・オア・アー・ユー・ブラインド」はアルバム未収録となっている）。
アルバムは当時モンスター・ヒットとなっていたオアシスの『モーニング・グローリー』を、一週のみではあるが破って全英初登場1位、25週チャートインし、プラチナ・ディスクに輝くという大きな成功を収めた。また『メロディ・メイカー』誌の「アルバム・オブ・ザ・イヤー」で年間19位、NMEで年間11位に選ばれた。
アルバム・タイトルは、バッファロー・スプリングフィールドの同名曲からとられており、2008年のファースト・アルバム全曲演奏ツアーではこの曲をカバーしている。孔雀があしらわれたジャケットについて、マーク・モリスは「これが僕らの第一段階だ、ここから更に飛び立つんだっていう宣言みたいな気持ちもを込めてね」と語っている。
2009年には、当時のラジオ・セッションの音源が追加され、かつリマスターされた2枚組のデラックス盤が再発売されている。

## 収録曲
1. トーキング・トゥ・クラリー - "Talking To Clarry"
2. ブルートニック - "Bluetonic"
3. カット・サム・ラグ - "Cut Some Rug"
4. シングス・チェンジ - "Things Change"
5. ザ・ファウンテンヘッド - "The Fountainhead"
6. カーント・ビー・トラステッド - "Carnt Be Trusted"
7. スライト・リターン - "Slight Return"
8. プッティング・アウト・ファイアーズ - "Putting Out Fires"
9. ヴァンパイア - "Vampire"
10. ア・パーティング・ジェスチャー - "A Parting Gesture"
11. タイム&アゲイン - "Time & Again"

### 日本盤ボーナス・トラック
1. ドント・スタンド・ミー・ダウン - "Don't Stand Me Down"
2. ネイ・ヘア・オント - "Nae Hair On't"

## シングル
- 1995年 ブルートニック - 19位
- 1996年 スライト・リターン - 2位
- 1996年 カット・サム・ラグ - 7位

## その他
- 日本盤のみモーク・モリス直筆の歌詞カードが掲載されており、ライナーノーツは田中宗一郎が担当している。